# Rinkesta
Rinkesta is een kasteel en een buurt in de gemeente Eskilstuna, Södermanland. Rinkesta is gelegen in de parochie van Ärla met de belangrijkste binnenplaats ten zuiden van Norrsjön en ten noorden van het nu volledig droge meer Sörsjön.

## Historie
Rinkesta wordt met zekerheid voor het eerst genoemd in 1379, toen Bo Jonsson (Grip) Het eiland Rinkesta schonk aan de Strängnäs-kathedraal. De annulering van de kroon kwam in 1594 naar Rinkesta door ruil voor gratis heer Gustaf Gabrielsson Oxenstierna in Fiholm. Door ruil werden de goederen verder uitgebreid door zijn weduwe. Na haar dood in 1624 werd het geërfd door haar dochter Elsa, die getrouwd was met Åke Nacht en Dag in Göksholm. In 1711 werd Rinkesta verkocht aan graaf Hans Wachtmeister. In 1734 werd het door zijn zoon verkocht aan de handelsadviseur Johanna Wattrang. Vanaf 1768 was het eigendom van de vrije heer Thure Leonard Klinckowström. Tijdens zijn tijd werd Rinkesta video-commissaris, maar de videocommissie werd al snel verplaatst naar Graneberg in Gryt. Klinckowström werd gedwongen delen van het pand te verkopen, hij verkocht het hoofdgebouw in 1820, een jaar voordat hij stierf. De koper was freelance Blenckert Gustaf Wachtmeister. Ook hij werd gedwongen het pand te verkopen vanwege slechte zaken. Vanaf 1842 behoorde Rinkesta tot de familie Bohnstedt. Het kasteel werd in 1924 gekocht door de toenmalige burgemeester van Stockholm, Harald Mårtens. Later liet hij Rinkesta verhuren als een particulier verzorgingshuis. De boerderij is sinds 1978 eigendom van de familie Åström, maar werd in 2014 te koop aangeboden. Het hoofdgebouw was onbewoond. Sinds 2015 zijn de kastelen en landgoederen van Rinkesta eigendom van de familie Nilsson van de nabijgelegen boerderij Flättorp, maar momenteel bezet niemand het kasteel. Volgens de nieuwe eigenaar zal er daar een soort bedrijf zijn, maar waarover in 2015 niet is besloten.

## Bebouwing
Het Corps de lodi, waarschijnlijk gebouwd voor de weduwe van Oxenstierna, is afgebeeld in Sueciaverk van Erik Dahlbergh, waar het kasteel prachtige gevels en torenspitsen toont en werd omgeven door een hoge stenen muur. Het gebouw werd gerepareerd sinds de bovenste verdieping in 1698 was afgebrand. Het huidige uiterlijk met rustieke gepleisterde hoekkettingen en begane grond, gebroken en schindeldak en voorhaard aan de tuinzijde kreeg het kasteel in 1775 in een uitgebreide reparatie toen Klinckowström de eigenaar was. Het landgoed van de beheerder was voorheen het hoofdgebouw van Tummelsta, maar werd hier in 1769 ergens anders naartoe verplaatst. Tot ongeveer 1900 was Rinkesta een groot landgoed en bezat het grootste deel van het omliggende land voordat het werd verkocht. Ten westen van het kasteel staan twee witgekalkte schuren uit het midden van de 19e eeuw. Zowel de bijgebouwen als de arbeiderswoningen bestaan voornamelijk uit blokhutten met roodkleurige bordpanelen. Een van de arbeiderswoningen, Malmen, diende vroeger als schuilplaats. Na een brand werd in 1987 een roodgekleurd pakhuis opgericht.

## Eigenaren door de tijd heen

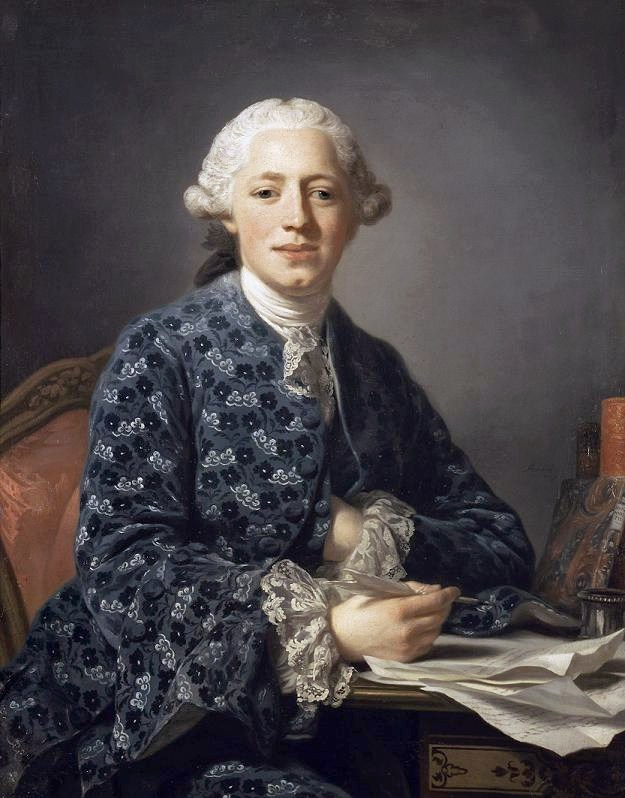
Thure Leonard Klinckowström

- 1596: Karl Gustaf Gabrielsson Oxenstierna per wisseling.
- 1597: Oxenstierna's weduwe Barbro Axelsdotter Bielke door erfenis.
- 1624: Elsa Oxenstierna, dochter van Barbro, en zijn echtgenoot Åke Axelsson Nacht en Dag door erfenis.
- 1655: Hun dochter Beata door erfenis.
- 1689: Gustaf Larsson Sparre, zoon van Beata en Gustaf Larsson Sparre.
- 1711: Hans Wachtmeister bij aankoop.
- 1714: Axel Wilhelm Wachtmeister, zoon van Hans, door erfenis.
- 1734: Johanna Wattrang, geboren Scharenberg, door aankoop.
- 1768: Thure Leonard Klinckowström door aankoop.
- 1820: Bleckert Gustaf Wilhelm Wachtmeister door aankoop.
- 1837: Carl Filip Sack door aankoop.
- 1841: J. Mallig bij aankoop.
- 1842: Theodor Ludvig Bohnstedt, door aankoop.
- 1888: Edvard Bohnstedt, zoon van Theodor Ludvig, door erfenis.
- 1914: Arvid Frisell door aankoop.
- 1924: Harald Mårtens door aankoop.
- Tijdens de ambtsperiode van Ekman werden 1935-89 verpleeghuizen beheerd.
- 1978: Ragnar Åström door aankoop.
- 2014: De familie Nilsson die de boerderij van Flättorp runt.